# Elvis Džafić
Elvis Džafić (sinh 19 tháng 12 năm 1990 ở Ljubljana) là một thủ môn bóng đá Slovenia, thi đấu cho Triglav Kranj.

## Cuộc sống cá nhân
Gia đình anh đến từ Bosna và Hercegovina. Bố anh đến từ Bosanski Novi và mẹ anh đến từ Ključ.